# Zygmunt Godyń
Zygmunt Paweł Godyń (ur. 4 sierpnia 1910 w Starej Wsi, zm. 14 sierpnia 1979 w Carshalton) – rotmistrz Wojska Polskiego, historyk wojskowości, badacz i popularyzator dziejów kawalerii polskiej, leśnik, ornitolog.  

## Życiorys
Urodził się 4 sierpnia lub 10 września 1910 w Starej Wsi. Ukończył studia na Politechnice Lwowskiej z tytułem inżyniera leśnika i został asystentem Wydziale Rolniczo-Leśnym. Był redaktorem czasopisma „Łowiec”. Od 16 sierpnia 1930 do 30 czerwca 1931 odbywał służbę w Szkole Podchorążych Rezerwy Kawalerii w Grudziądzu, którą zakończył w stopniu plutonowego podchorążego. Następnie odbył dwumiesięczną praktykę w 3 Pułku Strzelców Konnych im. Hetmana Stefana Czarnieckiego w Wołkowysku. W 1934 został mianowany podporucznikiem w korpusie oficerów rezerwy kawalerii.
W czasie kampanii wrześniowej 1939 walczył na stanowisku dowódcy III plutonu szwadronu kawalerii dywizyjnej 41 Dywizji Piechoty. Następnie w latach 1939-1947 żołnierz Polskich sił Zbrojnych na Zachodzie (m.in. oficer II Oddziału na placówce w Lizbonie; organizował przerzut żołnierzy polskich do Wielkiej Brytanii). Od listopada 1940 pełnił służbę w 7 Kompanii Kadrowej Przeciwpancernej. Od 31 marca 1941 był słuchaczem Kursu Doskonalącego Administracji Wojskowej w Londynie.
Po wojnie pozostał na emigracji. Redaktor naczelny czasopisma „Przegląd Kawalerii i Broni Pancernej” (od 1963). Za swoją publikację z 1976 (Straty...) otrzymał nagrodę, przyznaną przez Komitet Funduszu Kazimierza F. Vincenza

## Wybrane publikacje
- Jazda polska od wybuchu I. wojny światowej, Londyn 1953.
- Szlakiem Ułanów Chrobrego: zarys historii 17 Pułku Ułanów Wielkopolskich im. Króla Bolesława Chrobrego, pod red. Stanisława Zakrzewskiego i Zygmunta Godynia, Londyn: Wydawnictwo "Przeglądu Kawalerii i Broni Pancernej" 1973.
- Straty spośród kawalerzystów i pancernych z rąk sowieckich w II. wojnie światowej, Londyn 1976 (wyd. 2 - Warszawa: Qlco Agencja Reklamowo-Wydawnicza 2015).

## Ordery i odznaczenia
- Krzyż Kawalerski Orderu Odrodzenia Polski (15 sierpnia 1974)[6]